# 이승준 (축구 선수)
이승준(한국 한자: 李承俊, 2004년 8월 11일 ~ )는 대한민국의 축구 선수로, 포지션은 윙어이다. 현재 UAE 프로리그의 코르 파칸 클럽 소속이다. 또한 2002 월드컵 준결승 주역 이을용의 둘째 아들기도 하다.

### 국가대표팀
대한민국 U-20
- FIFA U-20 월드컵 : 4위 (2023)

## 플레이스타일
특이한 템포의 드리블과 스피드가 장점인 윙어이다. 수비가담도 적극적으로 하고, 활동량도 좋은 편이다. 형 이태석은 이승준을 "활동량이 많고 볼터치가 부드러우며, 키핑과 패싱 센스가 좋은 미드필더"라고 소개했다. 

## 참고 자료
- '이을용 차남' 이승준은 월드컵 DNA 이어갈까?